# Edward M. Gabriel
Edward M. Gabriel (Olean, 1º marzo 1950) è un diplomatico statunitense, ambasciatore degli Stati Uniti in Marocco dal 1997 al 2001. Edward Gabriel ha prestato giuramento nel novembre 1997 ed è arrivato in Marocco nel gennaio 1998.
Gabriel è Presidente e CEO di The Gabriel Company, LLC, nonché Presidente e CEO dell'American Task Force sul Libano.
Gabriel ha conseguito una laurea in contabilità presso la Gannon University nel 1972.